# لد زپلین
لد زپلین (به انگلیسی: Led Zeppelin) یک گروه موسیقی راک اهل انگلستان بود که در سال ۱۹۶۸ در لندن تأسیس شد. این گروه از جیمی پیج (گیتاریست گروه)، رابرت پلنت (خوانندهٔ گروه)، جان پل جونز (نوازندهٔ گیتار بیس) و جان بونام (نوازندهٔ درامز) تشکیل شده بود. صدای سنگین درام و گیتار، آواز و اشعار ساختارشکن در اولین آثار که ریشه در بلوز داشت و نوآوری بزرگی به حساب می‌آمد، موجب شده تا از آن‌ها به عنوان پیشوای سبک هوی متال و بزرگ‌ترین گروه هارد راک تاریخ یاد شود، هرچند که سبک موسیقی منحصر به فرد آن‌ها، تحت تأثیر سبک‌های گوناگونی از جمله موسیقی فولک قرار داشته است.
این گروه که در ابتدا نیو یاردبردز (به انگلیسی: New Yardbirds) نام داشت، قراردادی را با آتلانتیک رکوردز امضا کرد که از نظر هنری، آزادی عمل زیادی را به آن‌ها می‌داد. هرچند که گروه به دلیل موسیقی سنگین خود که تا آن زمان بی‌سابقه بود در اوایل نتوانست نظر منتقدان را به خود جلب کند، اما با آلبوم‌هایی مانند لد زپلین (۱۹۶۹)، لد زپلین دو (۱۹۶۹)، لد زپلین سه (۱۹۷۰)، لد زپلین چهار (۱۹۷۱)، خانه‌های مقدس (۱۹۷۳) و فیزیکال گرافیتی (۱۹۷۵) موفقیت‌های تجاری زیادی را کسب کرد. چهارمین آلبوم آن‌ها، ترانه‌ای به نام «پلکانی به سوی بهشت» دارد که از جمله محبوب‌ترین و تأثیرگذارترین ترانه‌ها در تاریخ موسیقی راک است و به محبوب شدن گروه کمک بسیاری کرد.
پس از اینکه جان بونام، درامر گروه، در سال ۱۹۸۰ در اثر مصرف الکل جان سپرد، گروه منحل شده و به کار خود پایان داد. از آن هنگام، اعضای زنده گروه گاهی با هم با همکاری کرده‌اند. موفق‌ترین بازدیدار آن‌ها در سال ۲۰۰۷ در کنسرت بزرگداشت احمد ارتگان در لندن بود که جیسون بونام، فرزند جان بونام، جای پدرش را در نقش نوازنده درامز گرفت. این کنسرت با ۲۰ میلیون درخواست بلیت پرتقاضاترین کنسرت تاریخ موسیقی لقب گرفت.
گروه لد زپلین به صورت گسترده‌ای به عنوان یکی از موفق‌ترین، نوآورانه‌ترین و تأثیرگذارترین گروه‌های تاریخ شناخته می‌شود. آن‌ها یکی از پرفروش‌ترین گروه‌ها در تاریخ هستند و آثار آن‌ها بین ۲۰۰ تا ۳۰۰ میلیون نسخه در جهان فروش داشته است. ۱۱۱٫۵ میلون از فروش آن‌ها دارای گواهی از RIAA است و آن‌ها دومین گروه پرفروش در ایالات متحده هستند. لد زپلین تنها گروه در تاریخ موسیقی است که هر ۹ آلبوم آن در تاپ تن بیلبورد آمریکا و چارت بریتانیا جای گرفتند در حالی که شش آلبوم در جایگاه نخست قرار گرفتند. مجله رولینگ استون آن‌ها را «سنگین‌ترین گروه همهٔ دوران‌ها»، «بزرگ‌ترین گروه دهه ۱۹۷۰ میلادی»، و «یکی از گروه‌های جاودان در تاریخ موسیقی راک» توصیف کرده است. آن‌ها در سال ۱۹۹۵ به تالار مشاهیر راک اند رول راه یافتند. در بیوگرافی که توسط موزه در مورد گروه نوشته شده آمده است که آن‌ها «تأثیرگذارترین گروه دهه ۱۹۷۰ بودند، مثل بیتلز که در دهه ۱۹۶۰ اینگونه عنوانی را داشت».

## تاریخچه

### تشکیل
در سال ۱۹۶۶، جیمی پیج که یک گیتاریست خورده‌کار در لندن بود، به گروه د یاردبردز پیوست و جای پاول سمول اسمیت را در نقش نوازندهٔ گیتار بیس گرفت. گروه د یاردبردز (به انگلیسی: The Yardbirds)، یک گروه راک بود که موسیقی آن‌ها از سبک بلوز تأثیر پذیرفته بود. پیج خیلی زود از بیس به گیتار سوئیچ کرد و به همراه جف بِک، یک تیم گیتار لید دونفره را تشکیل دادند. پس از اینکه بِک در اکتبر ۱۹۶۶ از گروه خارج شد، د یاردبردز که از برگزاری تور پی در پی خسته شده بود، کم‌کم داشت به کار خود پایان می‌داد. پیج تلاش می‌کرد تا یک سوپرگروپ تشکیل دهد که اعضای آن را خودش و بک در نقش نوازنده گیتار، جان انتوستل و کیث مون از گروه د هو در نقش نوازنده باس و درامز تشکیل می‌دادند. استیو وینوود و استیو مریوت هم برای نقش خوانندگی در نظر گرفته شده بودند. این گروه هیچگاه تشکیل نشد، هرچند که پیج، بک و مون ترانه‌ای را با هم در سال ۱۹۹۶ به نام رقص بولروی بِک (به انگلیسی: Beck's Bolero) ضبط کردند. این ترانه در جلسه‌ای ضبط شد که نوازندهٔ کیبورد و بیس، جان پاول جانز هم در آن حضور داشت.
گروه د یاردبردز آخرین کنسرت خود را در ژوئیه ۱۹۶۸ در دانشکده فناوری لوتون در بدفوردشایر به روی صحنه برد. آن‌ها هنوز قول برگزاری چند کنسرت را در اسکاندیناوی داده بودند. در نتیجه جیم مک‌کارتی که نوازنده درامز بود و کیث رلف که خواننده بود، به پیج و کریس درجا (نوازندهٔ بیس) اجازه دادند تا از نام «د یاردبردز» برای برگزاری این کنسرت‌ها استفاده کنند تا گروه بتواند کنسرت‌هایی که تعهد داده بودند را اجرا کند. پیج و درجا شروع به تشکیل یک تیم جدید با هم کردند. انتخاب اول پیج برای نقش خوانندگی، تری راید بود، اما راید این پیشنهاد را قبول نکرد و در برابر رابرت پلنت را پیشنهاد کرد. پلنت خواننده گروه‌بند آو جوی و هابستوییدل بود. پلنت در نهایت این پیشنهاد را قبول کرد و جان بونام که درامر سابق گروه‌بند آو جوی بود را هم به عنوان نوازنده درامز پیشنهاد کرد. پس از اینکه درجا پروژه را ترک کرد و به حرفهٔ عکاسی روی آورد، جونز بنا به پیشنهاد همسرش، درخواست گرفتن جای خالی او را کرد. درجا بعدها عکسی را که بر روی جلد اولین آلبوم لپ زپلین نقش بسته بود را عکاسی کرد. پیج، جونز را از قبل می‌شناخت، چون هر دوی آن‌ها یک موسیقی‌دان خورده‌کار بودند و موافقت کرد که جونز به عنوان آخرین عضو گروه، وارد گروه شود.
چهار عضو گروه اولین بار در اتاقی زیر یک مغازه فروش آهنگ در خیابان جرارد در لندن با هم به نواختن پرداختند. پیج پیشنهاد کرد که آن‌ها Train Kept A-Rollin' را بنوازند، ترانه‌ای که اصالتاً در سبک جامپ بلوز بود که جانی بورنت یک نسخه در سبک راکابیلی از آن را به محبوبیت رسانده بود و یاردبردز هم این نسخه را بازخوانی کرده بود. جونز به یاد می‌آورد که «به محض اینکه نواختن جان بونام را شنیدم، … می‌دانستم که این ترانه بی‌نظیر خواهد بود … ما بلافاصله به عنوان یک تیم همدیگر را در آغوش گرفتیم». پیش از رفتن به اسکاندیناوی، گروه در یکی از جلسات ضبط یکی از آلبوم‌های پی. جی پرآبی به نام سه هفته قهرمانی شرکت کرد. یکی از ترانه‌های این آلبوم به نام بلوز جیم، که پلنت در آن هارمونیکا می‌نوازد، اولین ترانه استودیویی بود که تمام چهار عضو گروه لد زپلین در آن حضور داشتند.
گروه تور اسکاندیناوی را تحت عنوان نیو یاردبردز برگزار کرد. اولین باری که گروه در حضور تماشاگران به صورت زنده برنامه اجرا می‌کرد، در باشگاه نوجوانان گلدسکس در شهر گلدسکس دانمارک در تاریخ ۷ سپتامبر ۱۹۶۸ بود. بعدها در آن ماه، آن‌ها شروع به ضبط کردن نخستین آلبوم خود کردند که این آلبوم بر اساس آثار زنده آن‌ها تهیه می‌شد. آلبوم در ظرف نه روز تهیه و میکس شد و خود پیج هزینه‌ها را پرداخت کرد. پس از تکمیل شدن آلبوم، دراجا نامه‌ای به آن‌ها نوشت و آن‌ها را مجبور کرد که نام گروهشان را تغییر دهند. او در این نامه اظهار داشت که پیج تنها کسی است که اجازه استفاده از نام نیو یاردبردز را برای تورهای اسکاندیناوی دارد.
روایتی که در مورد چگونگی انتخاب «لد زپلین» به عنوان نام گروه نقل می‌شود این است که مون و انتویستل پیشنهاد تشکیل یک سوپر گروه با پیج و بِک را دادند که مثل یک «لید بالون» پایین می‌آید (اصطلاحی که در موقع پیش آمدن نتایج فاجعه‌آمیز به کار می‌رود). گروه بر طبق پیشنهاد پیتر گرنت، مدیر برنامه‌های گروه، حرف «a» را از کلمه lead حذف کرد تا کسانی که با اصطلاح ناآشنا بودند، ندانسته آن را leed تلفظ نکنند. کلمه balloon هم با کلمه zeppelin جایگزین شد. کلمه‌ای که بر طبق گفته کیث شادویک، یک روزنامه‌نگار موسیقی، «ترکیب کاملی از سنگینی و سبکی، اشتعال و ظرافت» را به یاد پیج می‌آورد.
گرنت در نوامبر ۱۹۶۸ یک قرارداد ۱۴۳٫۰۰۰ دلاری با آتلانتیک رکوردز دست و پا کرد که در آن زمان بزرگ‌ترین قراردادی بود که یک گروه نوپا به نوبهٔ خود می‌بست. آتلانتیک ناشری بود که بیشتر با هنرمندانی در سبک‌های بلوز، سول و جاز همکاری می‌کرد، اما بعدها در اواخر دهه ۱۹۶۰ آن‌ها شروع به همکاری با هنرمندان پراگرسیو راک بریتانیایی کردند. مدیران این شرکت بدون اینکه حتی لد زپلین را ببینند، با آن‌ها قرارداد امضا کردند. تحت شرایط قرارداد امضا شده، گروه این اختیار را داشت که کی آلبوم‌هایش را منتشر کند و تورهایش را برگزار کند و همچنین گروه حرف آخر را دربارهٔ محتوا و طراحی هر آلبوم می‌زند. آن‌ها همچنین تصمیم می‌گرفتند که هر اثر انتشاری چگونه تبلیغ شود و کدام ترانه را به صورت تک‌آهنگ انتخاب کنند. آن‌ها شرکت مخصوص به خودشان، سوپرهایپ را افتتاح کردند که تمام حقوق مربوط به انتشار را اداره می‌کرد.

### سال‌ها اولیه: ۱۹۶۸–۱۹۷۰
گروه در ۴ اکتبر ۱۹۶۸ نخستین تور خود را در بریتانیا آغاز کرد. در آن موقع گروه هنوز تحت عنوان New Yardbirds فعالیت می‌کرد. آن‌ها اولین نمایش خود تحت عنوان لد زپلین را در ۲۵ اکتبر در University of Surrey در Battersea برگزار کردند. مدیر برنامهٔ این تور، Richard Cole، که نقش عمده‌ای را در زندگی توری لد زپلین بر عهده می‌گرفت، اولین تور گروه در آمریکای شمالی را در پایان همان سال سازماندهی کرد. اولین نمایش در ۲۶ دسامبر ۱۹۶۸ در دنور برگزار شد و پس از آن هم نمایش دیگری در West Coast برگزار شد. پس از آن گروه به کالیفرنیا رفت تا در لس آنجلس و سانفرانسیسکو به اجرای برنامه بپردازد. اولین آلبوم آن‌ها، لد زپلین، در حین برگزاری تور آن‌ها در تاریخ ۱۲ ژانویه ۱۹۶۹ در آمریکای شمالی منتشر شد و رتبه ۱۰ را در جدول بیلبورد ۲۰۰ به‌دست‌آورد. این آلبوم در ۳۱ مارس در بریتانیا هم منتشر شد که رتبه ۶ را به‌دست‌آورد. بنابر گفتهٔ Steve Erlewine، گیتار ریف‌های خاطره‌انگیز آلبوم، ریتم‌های غرش‌کنان، سایکدلیک بلوز، شیک بودن، بلوز شافل‌ها، و اشاره‌هایی به فولکلور انگلیسی، این آلبوم را «چرخشگاهی در تکامل هارد راک و هوی متال» ساخته است.
لد زپلین در اولین سالش، چهار تور در ایالات متحده و چهار تور در بریتانیا برگزار کرد و دومین آلبوم استودیویی خود تحت عنوان لد زپلین دو را منتشر کرد. این آلبوم که تقریباً به‌طور کامل در سفر در استودیوهای مختلفی در آمریکای شمالی ضبط شده است، از نظر تجاری حتی از آلبوم اول گروه هم موفق‌تر بود و در جداول بریتانیا و ایالات متحده به رتبه نخست رسید. این آلبوم سبک موسیقایی بلوز-راک که در آلبوم اول گروه پا گرفته بود را بیشتر توسعه داد و اثری با یک صدای «سنگین و سخت، رک و راست» را ایجاد کرد که بسیار تأثیرگذار بود و بارها مورد تقلید دیگران قرار گرفت. Steve Waksman این‌طور در مورد آلبوم نظر داد که لد زپلین دو «نقطه آغازینی بود که موسیقی هوی متال از آنجا سرچشمه می‌گرفت».
گروه به آلبوم‌های خود به چشم آثاری غیرقابل جداسازی از یکدیگر نگاه می‌کرد و دوست نداشت تا آن‌ها ازنو ویرایش شوند تا به صورت تک‌آهنگ منتشر شوند. با این حال، بدون رضایت گروه، تعدادی ترانه به صورت تک‌آهنگ منتشر شد، به ویژه در آمریکا. در سال ۱۹۶۹، یک نسخه ویرایش شده از ترانهٔ یک عالمه عشق از دومین آلبوم گروه، به صورت تک‌آهنگ در ایالات متحده منتشر شد. این ترانه در ژانویه ۱۹۷۰ در جدول بیلبورد در رتبه چهار قرار گرفت و بیش از یک میلیون نسخه از آن به فروش رفت که به محبوبیت گروه کمک کرد. گروه همچنین به‌طور فزاینده‌ای از حضور در برنامه‌های تلویزیونی پرهیز می‌کرد و اینطور می‌گفت که ترجیح می‌دهد طرفدارانش آن‌ها را در کنسرت‌های زنده ببینند و صدایشان را بشنوند.
به‌دنبال انتشار دومین آلبوم گروه، گروه چند تور دیگر هم در ایالات متحده برگزار کرد. آن‌ها در ابتدا در کلوب‌ها و تالارهای رقص برنامه اجرا می‌کردند و سپس همان‌گونه که محبوبیتشان افزایش می‌یافت، در مکان‌های بزرگ‌تری به اجرای برنامه می‌پرداختند. برخی از اولین کنسرت‌های لد زپلین بیش از چهار ساعت طول می‌کشید که در این کنسرت‌ها نسخه‌های زنده طولانی‌تر شده و سرهم‌بندی شده‌ای از آثارشان نواخته می‌شد. بسیاری از این نمایش‌ها به صورت قاچاقی ضبط شده‌اند. در همین دورهٔ فشرده برگزاری تور بود که گروه به خاطر ریخت و پاش بیرون از صحنه، آوازه کسب کرد. برای نمونه این ریخت و پاش‌ها و ولخرجی‌ها، می‌توان به شارپ ایپزود اشاره کرد که در ۲۸ ژولای ۱۹۶۹ در سیاتل در Edgewater Inn برگزار شد.
در سال ۱۹۷۰، پیج و پلنت به Bron-Yr-Aur، کلبه‌ای دور افتاده در ولز رفتند تا کار بر روی سومین آلبوم خود را آغاز کنند که لد زپلین سه نام داشت. این آلبوم بیشتر آکوستیک بود و تأثیر شگرفی از موسیقی فولک و سلتیک پذیرفته بود که همه‌فن حریفی گروه را نشان می‌داد. تأثیر زیاد صدای آکوستیک در آلبوم در ابتدا واکنش‌های مختلفی را برانگیخت که طرفداران و منتقدان، در ابتدا سوپرایز شده بودند، چرا که دو آلبوم اولیه بیشتر الکتریکی بودند و این باعث شد به دشمنی که بین گروه و مطبوعات موسیقی بود، بیشتر دامن زده شود. این آلبوم در جداول بریتانیا و ایالات متحده به رتبه اول رسید، اما در بین پنج آلبوم گروه، این آلبوم مدت کمتری را در جدول باقی ماند. آهنگ ابتدایی آلبوم که Immigrant Song نام دارد، برخلاف خواسته گروه، در نوامبر ۱۹۷۰ در ایالات متحده به صورت تک‌آهنگ منتشر شد و جز ۲۰ ترانه برتر در جدول بیلبورد شد.

### «برجسته‌ترین گروه موسیقی دنیا»: ۱۹۷۱–۱۹۷۵
در دهه ۱۹۷۰ لد زپلین به موفقیت‌های تجاری و منتقدانه جدیدی دست یافت که آن را تبدیل به یکی از تأثیرگذارترین گروه‌های موسیقی آن زمانه کرد و موفقیت‌های پیشین آن‌ها را تحت‌الشعاع قرار داد. اعضای گروه هم شروع به پوشیدن لباس‌های پرنقش و نگار و تجملی کردند و تصویر گروه در میان توده مردم تغییر کرد. لد زپلین از یک جت مسافربری شخصی که یک Boeing 720 بود (با نام مستعار the Starship) استفاده می‌کرد، تمامی بخش‌های هتل‌ها را برای خود اجاره می‌کرد (از جمله Continental Hyatt House در لس آنجلس در فرهنگ عامه تحت عنوان «خانه معرکه» شناخته می‌شود) و تعدادی داستان شایع در مورد هرزگی و خوشگذرانی آن‌ها می‌پیچید. یکی از این داستان‌ها در مورد جان بونام بود که گفته می‌شد یک موتورسیکلت را در یک طبقه اجاره‌ای از ساختمان Riot House می‌رانده است، یک داستان دیگر هم در مورد تخریب اتاقی در توکیو هیلتون بود که منجر شد گروه برای همیشه از طرف آن مؤسسه بن شود. هرچند که لد زپلین برای خراب کردن سوییت‌های هتل و پرتاب کردن تلویزیون‌ها به بیرون از پنجره مشهور شده بود، برخی در این باره گفته‌اند که در این داستان‌ها کمی گزافه‌گویی شده است. روزنامه‌نگار موسیقی، Chris Welch، خیال می‌کند که «سفرهای لد زپلین حرف و حدیث‌های فراوانی را به بار آورده است، اما اینکه آن‌ها به‌طور پیوسته در حال شهوت‌رانی و خرابکاری و نابه سامانی بوده‌اند، یک داستان ساختگی است».
لد زپلین در ۸ نوامبر ۱۹۷۱ چهارمین آلبوم خود را روانه بازار کرد. در پاسخ به واکنش‌هایی که گروه از طرف منتقدان دریافت کرده بود، خصوصاً پس از انتشار آلبوم لد زپلین سه، گروه تصمیم گرفت آلبوم چهارم را به صورت بی‌نام عرضه کند، هرچند که این آلبوم به شکل گسترده‌ای تحت عنوان‌های لد زپلین چهار، بی‌نام، چهار یا به خاطر داشتن چهار نمادی که بر روی آلبوم نقش بسته بود، به نام‌های چهار نماد، زوسو و رونز معروف شد. این آلبوم علاوه بر عدم داشتن یک عنوان، نام گروه بر روی پوستر اصلی آلبوم هم نوشته نشده بود. چرا که گروه می‌خواست ناشناس باشد و خود آلبوم هم به آسانی توسط مطبوعات رده‌بندی نشود. از آلبوم لد زپلین چهار حدود ۳۷ میلیون نسخه به فروش رفت که آن را تبدیل به یکی از پرفروش‌ترین آلبوم‌ها در تاریخ موسیقی کرده است و محبوبیت بیش از حد این آلبوم، لد زپلین را به عنوان سوپراستارهای دهه ۱۹۷۰ میلادی مطرح کرد. تا سال ۲۰۰۶، ۲۳ میلیون نسخه از این آلبوم تنها در ایالات متحده به فروش رفته بود. از ترانه «پلکانی به سوی بهشت» که هرگز به صورت تک‌آهنگ منتشر نشد، گاهی به عنوان «خواستنی‌ترین و پرنواخته‌ترین ترانه» در Album-oriented rock یاد می‌شود. گروه پس از انتشار این آلبوم تورهایی را از اواخر ۱۹۷۱ تا اوایل ۱۹۷۳ در بریتانیا، استرالیا، آمریکای شمالی، ژاپن و دوباره بریتانیا برگزار کرد.
آلبوم بعدی لد زپلین، خانه‌های الهی نام داشت که در مارس ۱۹۷۳ منتشر شد. این آلبوم شامل عناصر تجربه‌گرایانه بیشتری بود و گروه بیش از پیش از synthesiserها و mellotron ارکستری استفاده می‌کرد. جلد کم و بیش نقره‌ای رنگ آلبوم که توسط گروه طراحی مقیم لندن به نام Hipgnosis طراحی شده است، تصاویری از بچه‌های برهنه را به تصویر می‌کشد که از Giant's Causeway واقع در ایرلند شمالی بالا می‌روند. هرچند که بچه‌ها از جلو دیده نمی‌شوند، این کاور در زمان خود بحث‌برانگیز بود. همانند آلبوم چهارم گروه، نه نام آلبوم و نه نام گروه بر روی جلد آلبوم چاپ نشد. خانه‌های الهی در صدر جداول در سرتاسر دنیا قرار گرفت و به دنبال کنسرت گروه در سال ۱۹۷۳ در آمریکای شمالی، از نظر تعداد حاضران رکورد شکن شد و به‌طور مکرر تالارها و استودیوها از تماشاگران پر می‌شدند. گروه در Tampa Stadium در فلوریدا، برای ۵۶٬۸۰۰ نفر نواخت که رکورد بیتلز در کنسرت ۱۹۶۵ در Shea Stadium را شکست و $۳۰۹٬۰۰۰ جمع‌آوری شد. از سه نمایش گروه در Madison Square Garden در نیویورک سیتی که بلیت همهٔ آن‌ها به‌طور کامل فروش رفته بود، فیلمبرداری شد تا فیلمی تهیه شود، اما اکران این فیلم تا ۱۹۷۶ به تأخیر افتاد. پیش از آخرین شب کنسرت‌ها، ۱۸۰٬۰۰۰ دلار از پول گروه دزدیده شد.
در سال ۱۹۷۴ لد زپلین از برگزاری تور دست کشید و شرکت انتشاراتی خودش تحت عنوان Swan Song را بنیان‌گذاری کرد که نام این شرکت، از روی ترانه‌ای منتشر نشده از گروه گرفته شده است. لوگوی این شرکت انتشاراتی، بر اساس یک نقاشی به نام Evening: Fall of Day اثر William Rimmer طراحی شده است که تصویری از آپولو را نشان می‌دهد. این لوگو را می‌توان در یادنامه‌های لد زپلین، به ویژه تیشرت‌ها یافت. علاوه بر استفاده از Swan Song به عنوان وسیله‌ای برای تبلیغ کردن آلبوم‌هایشان، گروه با خوانندگان دیگری از جمله Bad Company, the Pretty Things و Maggie Bell هم قرارداد امضا کرد. تا وقتی که لد زپلین وجود داشت، این شرکت موفق بود، اما کمتر از سه سال پس اینکه لد زپلین منحل شد، این شرکت انتشاراتی هم تعطیل شد.
در سال ۱۹۷۵، آلبوم دارای دو دیسکِ لد زپلین به نام فیزیکال گرافیتی، تبدیل به اولین آلبوم لد زپلین شد که توسط شرکت انتشاراتی خودشان، Swan Song منتشر می‌شود. این آلبوم از ۱۵ ترانه تشکیل شده است که هشت تای آن‌ها در سال ۱۹۷۴ در Headley Grange ضبط شده‌اند و هفت تای دیگر هم قبل‌ترها ضبط شده بودند. رولینگ استون در بررسی این آلبوم از آلبوم فیزیکال گرافیتی را «ادای احترام هنری لد زپلین» توصیف کرد و عنوان کرد که لد زپلین برای به‌دست آوردن عنوان «بهترین گروه راک دنیا»، تنها باید با با رولینگ استونز و د هو رقابت کند. آلبوم هم از نظر تجاری و هم از نگاه منتقدان به شدت موفقیت‌آمیز بود. کمی پس از انتشار فیزیکال گرافیتی، تمام آلبوم‌های قبلی لد زپلین به‌طور هم‌زمان مجدداً وارد جدول ۲۰۰ آلبوم برتر بیلبورد شدند و گروه عازم یک تور در آمریکای شمالی شد.

## اعضا
- رابرت پلنت – آواز، سازدهنی
- جیمی پیج – گیتار
- جان پل جونز – بیس، کیبورد
- جان بونام – درام، ساز کوبه‌ای (درگذشتهٔ ۱۹۸۰)

## آلبوم‌شناسی
- لد زپلین (۱۹۶۹)
- لد زپلین ۲ (۱۹۶۹)
- لد زپلین ۳ (۱۹۷۰)
- لد زپلین ۴ (۱۹۷۱)
- خانه‌های مقدس (۱۹۷۳)
- گرافیتی فیزیکی (۱۹۷۵)
- حضور (۱۹۷۶)
- از طریق درب خروجی (۱۹۷۹)
- کودا (۱۹۸۲)